# 第5方面軍 (日本軍)
第5方面軍（だいごほうめんぐん）は、大日本帝国陸軍の方面軍の一つ。

## 沿革
1944年（昭和19年）3月19日に編制された。北方軍を改編したもので、北海道・南樺太・千島列島を作戦地域とした。当初第27軍を指揮下においていたが、同軍は後に廃止された。1945年（昭和20年）2月以降、第5方面軍司令官・参謀長は北部軍管区司令官・参謀長を兼任した。

## 第5方面軍概要
- 通称号：達
- 編制時期：1944年3月16日
- 最終位置：札幌
- 上級部隊：大本営直属

## 第5方面軍の人事

### 歴代司令官
- 樋口季一郎 中将：1944年3月16日 -

### 歴代参謀長
- 木村松治郎 少将：1944年3月16日 -
- 萩三郎 少将：1944年12月26日 -

### 最終司令部構成
- 司令官：樋口季一郎中将
- 参謀長：萩三郎中将
- 高級副官：沢畑養一郎中佐
- 兵務部長：東海林俊成少将
- 兵器部長：吉川喜芳少将
- 経理部長：矢代藤一主計中将
- 軍医部長：植林昌四郎軍医少将
- 獣医部長：並河才三獣医大佐
- 法務部長：大久保省三法務大佐

## 最終所属部隊
- 第7師団
- 第42師団
- 第88師団
- 第89師団
- 第91師団
- 第1飛行師団
- 独立混成第101旅団：桂朝彦少将
- 独立混成第129旅団：仁保進少将[1]
- 宗谷要塞司令部：芳村覚司少将　 
  - 宗谷要塞重砲兵連隊：平野恒三郎中佐
  - 第3要塞歩兵隊：浅田一郎大尉 　 　
  - 第4要塞歩兵隊 　
  - 独立歩兵第649大隊：端健之助大尉 　 　
  - 独立野砲兵第37大隊 　 　 　
  - 宗谷陸軍病院
- 津軽要塞司令部：苫米地四楼少将　 
  - 津軽要塞重砲兵連隊：宮沢文雄大佐
  - 第1要塞歩兵隊：小堀鍵治大尉 　 　
  - 第2要塞歩兵隊：原憲一中尉 　  　
  - 独立歩兵第285大隊：松崎重二大尉 　 　
  - 独立歩兵第290大隊：浦喜之衛見大尉
  - 独立野砲兵第36大隊
  - 独立高射砲第31大隊：堀口喜平少佐
  - 特設警備第356大隊：越前屋好一中尉
- 根室防衛隊 　 　 　 
  - 独立歩兵第460大隊 　 　 　
  - 根室陸軍病院
- 室蘭防衛隊：堀毛一麿少将
  - 第8独立警備隊：大山柏少佐 　
  - 高射砲第141連隊：武久太郎中佐
  - 独立高射砲第32大隊：中田勝實少佐
  - 特設警備第355大隊：森芳夫中尉
  - 函館陸軍病院：宮城俊夫軍医少佐

野戦部隊　 　
- 独立混成第41連隊：上田美憲大佐
- 戦車第22連隊：平忠正少佐
- 独立戦車第31大隊：大浦正夫少佐
- 独立速射砲第33大隊

防空部隊
- 第5高射砲隊　 　 　 
  - 高射砲第24連隊：前田二男中佐 　 　
  - 独立高射砲第67大隊 　 　 　
  - 独立高射砲第68大隊

海上輸送部隊 　 　 　
- 海上輸送第21大隊
- 海上輸送第29大隊

通信部隊 　 　 　
- 電信第25連隊：伊藤兵吾少佐
- 第5方面軍固定通信隊：荻原信好少佐
- 第5方面軍航空情報隊：水野健作少佐

陸軍病院
- 札幌陸軍病院：長谷川忠三軍医大佐
- 上敷香陸軍病院：菅田瀇軍医中佐

其他直轄部隊　
- 第5方面軍情報部：阪田敏則中佐
- 第5方面軍特種情報部：太田軍蔵大佐　 
  - 第5方面軍特種情報部樺太支部：蟹江元少佐[2]
- 第5方面軍教育隊：加納栄造大佐
- 第5方面軍臨時軍法会議
- 函館俘虜収容所：畠山利雄大佐